# Вісімка за срібло
«Вісімка за срібло» (англ. Eight for Silver) — американсько-французький фільм жахів режисера та сценариста Шон Елліс. У фільмі зіграли Бойд Голбрук, Келлі Райллі, Алістер Петрі, Роксана Дюран та Айн Роуз Дейлі. Прем'єра фільму відбулася на кінофестивалі «Санденс» 2021 року.

## Сюжет
Кінець ХІХ століття. Циганський табір небезпідставно претендує на землі барона Шеймус Лорана. Але жорстокий землевласник влаштовує показову розправу над ромами. Одна із циганок перед своєю смертю проклинає барона, його родину та місцевих селян. Згодом усіх починають мучити дивні кошмари, син Шеймуса Едвард зникає безвісти, іншого хлопчика знаходять убитим. Місцеві жителі підозрюють дику тварину, але патологоанатом Джон Макбрайд, що приїхав до села, попереджає про зловісну сутність, яка ховається в лісі.

## Акторський склад
- Бойд Голбрук — Джон Макбрайд
- Келлі Райллі — Ізабель Лоран
- Алістер Петрі[en] — Шеймус Лоран
- Роксана Дюран[en] — Анаїс
- Айн Роуз Дейлі — Анна-Марі

## Прем'єра
Світова прем'єра фільму відбулася на кінофестивалі «Санденс» 30 січня 2021 року.

## Сприйняття
Оглядачі сайту-агрегатора Rotten Tomatoes (63 критики) залишили як позитивні (48), так і негативні (15) відгуки, що склало рейтинг у 76 %.